# Кермеси
Кермеси (Kermesidae) — родина напівтвердокрилих комах з надродини червців (Coccoidea).

## Поширення
Кермеси поширені виключно в Північній півкулі. Більшість видів поширені в Палеарктиці і Неарктиці. В Індомалайському регіоні представлено трохи більше 20 видів, тоді як в Афротропічному регіоні поширений лише Eriokermes juniperinus, пов'язаний з рослинами роду Juniperus. В інших регіонах кермеси відсутні.

## Опис
У виду є чіткий статевий диморфізм: самиці безкрилі і ведуть сидячий спосіб життя, самці крилаті і досить активні.
Спочатку статевозрілі самки мають дорзально-черевну стиснуту форму та майже круглий профіль при погляді зверху. Хроматичні орнаменти є частими, але з часом мають тенденцію зникати. По мірі осідання самиць дорсальний профіль стає все більш опуклим, поки не стане напівсферичним або навіть субсферичним. У молодих форм спостерігається обмежене вироблення воску, але його немає у зрілих самиць. У самиць виражена неотенія: вусики і ноги рудиментарні, метамерія зникає. Хоботок складається з трьох члеників. Анальний отвір оточений склеризованим кільцем без щетинок, але останні можуть заглиблюватися між анальними часточками, які натомість мають щетинки. Своєрідною морфологічною ознакою цієї родини є наявність щільного ряду інвагінованих трубчастих проток на вентральній стороні, які розташовані у вигляді смуги, яка проходить паралельно краю підкови.
Самець крилатий, оснащений лише парою передніх крил, з двома довгими восковими нитками, що починаються від хвостового кінця черевця.

## Спосіб життя
Майже всі види кермесів пов'язані з рослинами роду дуб (Quercus). Деякі азійські види Kermes були знайдені в інших родах родини букових, таких як каштан (Castanea), Castanopsis і Lithocarpus, а також вони були знайдені в двох північноамериканських видах Chrysolepis. Представники роду Eriokermes пов'язаний з ялівцями. Буває лише одне покоління на рік. Яйця відкладаються влітку, а німфи виходять із задньої частини тіла матері. Зимівля відбувається в тріщинах кори гілок і стебла на 1-2-й віковій стадії німфи. Навесні, як правило, німфи-самиці мігрують до нових пагонів, тоді як самці завершують свій розвиток у місцях зимівлі. Постембріональний розвиток завершується в 4 стадії у самиць і 5 у самців. Дорослі особини з'являються в період з кінця весни до початку літа. Після спарювання самиці швидко розвиваються, набуваючи кулястої форми. Одна самиця може відкласти до 3000 яєць.

## Роди
- Allokermes Bullington & Kosztarab, 1985
- Eriokermes Miller & Miller, 1993
- Kermes Latreille, 1798
- Nanokermes Bullington & Kosztarab, 1985
- Olliffiella Cockerell, 1896
- Nidularia Targioni-Tozzetti, 1868